# Dekanat Niemodlin
Dekanat Niemodlin – jeden z 36 dekanatów w rzymskokatolickiej diecezji opolskiej.
W skład dekanatu wchodzi 9 parafii:
- parafia św. Wawrzyńca → Dąbrowa
- parafia Trójcy Świętej → Gracze
- parafia Trójcy Świętej → Korfantów
- parafia Wniebowzięcia Najświętszej Maryi Panny → Niemodlin
- parafia św. Jana Chrzciciela → Przechód
- parafia Narodzenia Najświętszej Maryi Panny → Rogi
- parafia św. Apostołów Piotra i Pawła → Rzymkowice
- parafia św. Jakuba Starszego Apostoła → Skorogoszcz
- parafia św. Rocha → Tułowice

## Historia
Archiprezbiterat (odpowiednik dekanatu w dawnej diecezji wrocławskiej) w Niemodlinie był jednym z dwunastu na jakie w średniowieczu dzielił się archidiakonat opolski diecezji wrocławskiej.